# Fête de l'école
La fête de l'école (parfois fête des écoles) est une cérémonie clôturant traditionnellement l'année scolaire des écoles élémentaires et maternelles dans de nombreux pays.

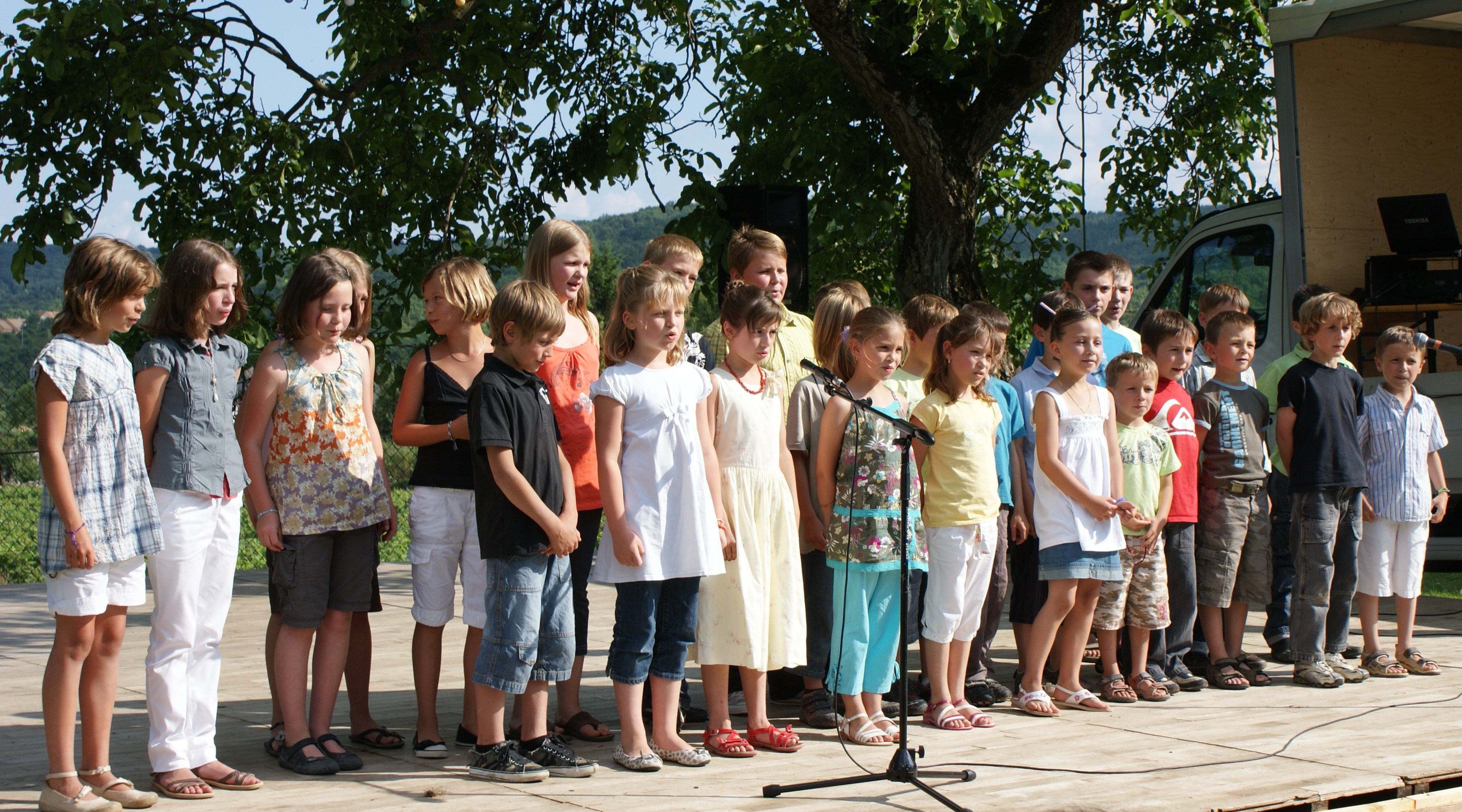
Fête de l'école à Saint-Martin-sous-Montaigu en 2009

Le contenu de cette fête peut être variable selon les écoles ou les villes, mais est souvent composé d'un spectacle donné par les écoliers et par une kermesse au profit de l'école ou de ses œuvres,.
Dans le sud-ouest et nord-est de la France, le père cent est une fête lycéenne.
En France, dans les années 1960 et 1970, la fête des écoles donnait lieu à des danses appelées les Lendits, qui rassemblait les écoliers de chaque département dans des stades.